# Domonkos Miksa
Domonkos Miksa, 1912-ig Fleischmann (Vágvecse, 1890. március 28. – Budapest, 1954. február 25.) magyar gépészmérnök, katona, a második világháború alatt a nagy gettó egyik vezetője.

## Élete
Édesapja Fleischmann Dávid Mózes kereskedő, édesanyja Kolisch Rozália volt. Zsidó felekezeti iskolába járt, majd polgári iskolát végzett, ezután a Kereskedelmi Akadémia hallgatója lett, amelynek elvégzése után két évet egy németországi főiskolán töltött. Mivel remekül beszélt németül, a Caterpillar cég vele állapodott meg az amerikai lánctalpas traktor európai bevezetéséről. 1911-ben karpaszományosként bevonult önkéntes szolgálatra, s az ún. Kraftfahrttruppéhoz (gépkocsizó alakulat) került, amelynek hamarosan vezetője lett. 1912-től a Caterpillarnél dolgozott. Az első világháború kitörése után behívták, s bár karpaszományosként vonult be, nemsokára zászlóssá léptették elő, s főhadnagyként szerelt le. 1919. február 16-án megnősült, feleségül vette Rózsa Gabriellát, Rózsa Márton és Krausz Borbála lányát. A házasság később felbontatott. A Magyarországi Tanácsköztársaság után a Honvédelmi Minisztériumtól elismerést kapott, 1925-ben másodszor is megházasodott: elvette Szabó Stefániát. Az 1930-as években mint a Caterpillar alkalmazottja rendszeresen tartott traktorbemutatókat. 1935-ben századossá léptették elő, 1944-ben a Zsidó Tanács műszaki osztályát vezette, s magas kitüntetéseinek köszönhetően ún. Horthy-mentességet kapott. Szálasiék puccsa után a nagy gettó egyik vezetője lett, és önfeláldozó módon védte a hazai zsidóságot. 1945-ben megtették a Pesti Izraelita Hitközség főtitkárának, ahonnan 1950-ben ment nyugdíjba. 1953. április 7-én letartóztatta az Államvédelmi Hatóság, s kegyetlenül megkínozták, majd azzal vádolták, hogy Stöckler Lajossal és Benedek Lászlóval, a Szabolcs utcai kórház főorvosával együtt meggyilkolták Raoul Wallenberget, a koncepciós pert azonban a Sztálin halála nyomán bekövetkezett változások miatt nem tudták végigvinni. November 13-án, 45 kilósan jött ki az ÁVÓ pincéiből, majd kórházba került. Szervezetét tönkretették a kínzások, s a kórházból való kiengedése után nem sokkal meghalt.